# Las aventuras de Tarzán

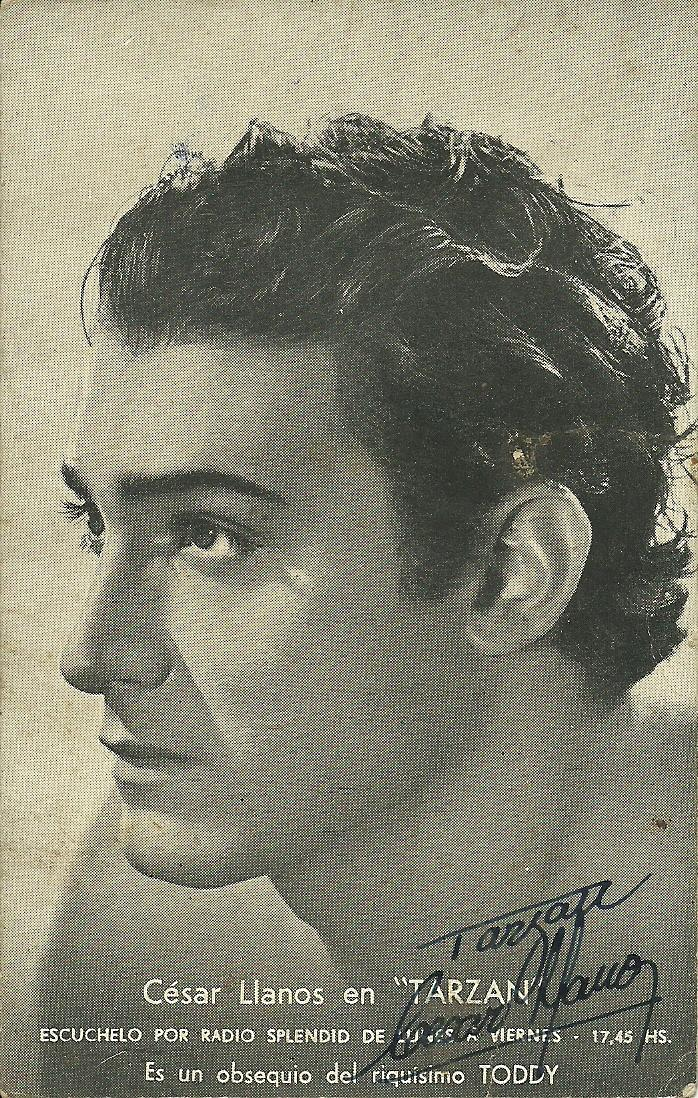
César Llanos personificandoa Tarzán.

Las aventuras de Tarzán fue un programa de radio que se transmitió durante cinco años en la década de 1950 en la Argentina. El libreto, que pertenecía al guionista y adaptador Jorge Rey, estaba basado en el personaje creado por Edgar Rice Burroughs y sus principales intérpretes fueron César Llanos, Mabel Landó y Oscar Rovito.

## Sus comienzos

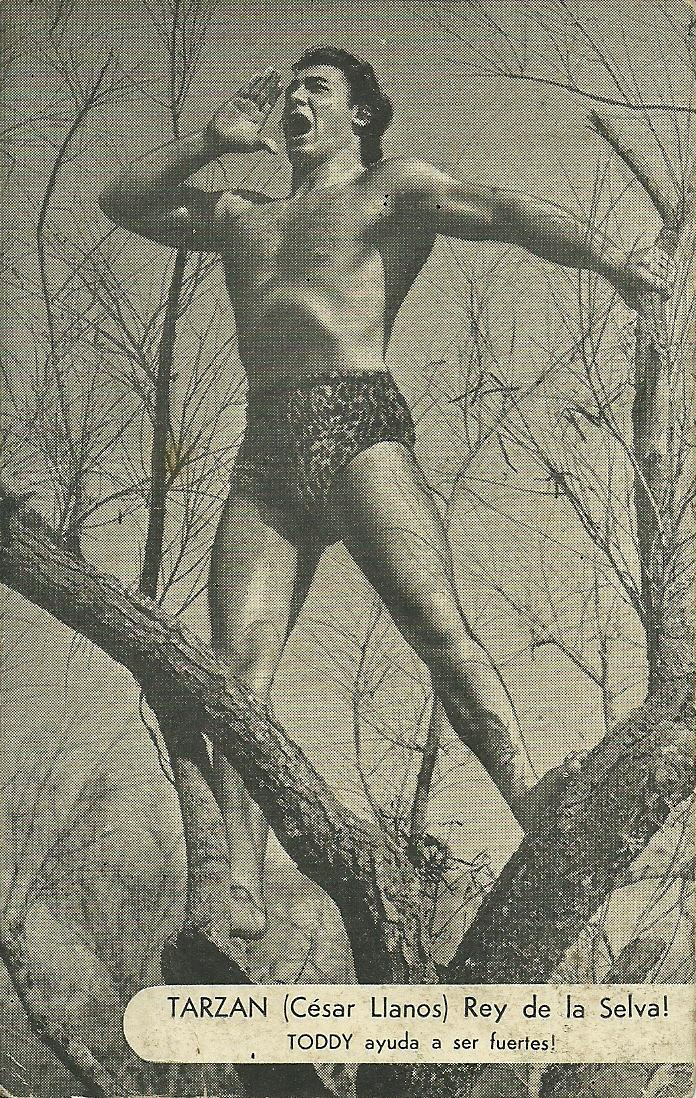
César Llanos personificandoa Tarzán.

En 1950 comenzó a transmitirse por Radio Splendid de Buenos Aires con el auspicio de la marca “Toddy” que era un producto alimenticio que con base de cacao en polvo estaba destinado sobre todo al consumo de niños y adolescentes. Cada programa se transmitía de lunes a viernes durante quince minutos. Tuvo un gran impacto en la audiencia menuda –que lo escuchaba “a la hora de tomar la leche”- y también en la adulta. Inicialmente el programa iba a las 17.30 pero llegaron tantas cartas (eran bolsas y bolsas diarias) pidiendo que empezara más tarde porque los chicos no habían llegado aún de la escuela, que lo cambiaron para las 18 horas.
La estrella máxima era César Llanos, un hombre que no provenía del medio y que al terminar el programa dejó la actuación. Mabel Landó, que hacía el papel de Juana, estudiaba en el Conservatorio de Arte Dramático cuando acompañó a una amiga que iba a rendir una prueba en el Palais de Glace, para entrar en el radioteatro de Carmen Valdez y Roberto Airaldi. Como faltaba la compañera de Luis Medina Castro le pidieron que diera pie a los textos que él debía interpretar y en definitiva fue ella la seleccionada. Poco tiempo después la contratan para interpretar a Juana en reemplazo de Nelly Beltrán que lo estaba haciendo.
Otros participantes eran Juan Carlos Dusó, en el indio Wali, Alfredo Navarrine como el profesor Philander y Miguel Banni como el capitán Darnot (estos dos últimos ya fallecidos al igual que Llanos). Recién en 1952 ingresó al programa Oscar Rovito en el papel de Tarzanito, el hijo de Juana y Tarzán.

## Producción
Los actores llegaban casi tres horas antes y hacían dos lecturas previas (la segunda con sonidos). Los efectos especiales, muy importantes para el programa, estaban a cargo de Martín Clutet, que luego fue director de cámaras en televisión, y en una época,  de Alberto Olmedo. De los sonidos de sala se ocupaba Ernesto Catalán. El famoso grito de Tarzán fue grabado por un tenor.  Los actores colaboraban haciendo voces en segundo, tercer plano, directamente contra las paredes y las voces y los gritos de los indios mientras Tarzán y Wali (en primer plano) discutían con los jefes de las tribus. Clutet y Catalán usaban una suerte de gran lampazo, de hojas de papel, removidas dentro de una gran palangana para recrear los pasos entre las malezas. El paso de Tantor -el elefante de Tarzán que no figuraba en el libro original sino en la versión teatral- se hacía con dos sopapas en fuentones grandes llenas de papel de diario y los pasos en la arena se lograban haciendo girar dos medios cocos en una caja llena de sal. 

## Elenco
- César Llanos … Tarzán.
- Mabel Landó … Juana
- Oscar Rovito … Tarzanito.
- Juan Carlos Dusó … el indio Wali.
- Alfredo Navarrine …profesor Philander
- Miguel Banni …capitán Darnot

## Publicidad
Para las fotos para publicidad el elenco iba a Paso del Rey, a orillas del río Reconquista, y a Punta Lara buscando escenarios que pudieran asemejarse a la selva. Por otra parte, para muchas promociones gráficas, el padre de Oscar Rovito que era dibujante publicitario colocaba la cara de éste en el cuerpo del Tarzanito norteamericano, que era más atractivo. El elenco hacía giras por el interior del país y surgieron clubes "Tarzanito" no solo en toda la Argentina sino también en Chile, Paraguay y Uruguay.

## Popularidad

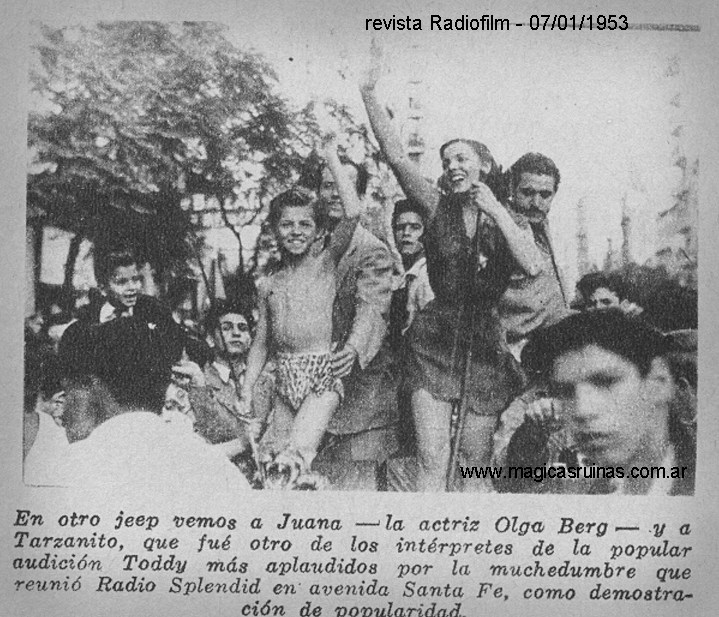
Oscar Rovito como Tarzanito

En la puerta de la radio siempre había gente esperando la salida de los artistas al finalizar el programa para pedirles autógrafos. Ya en plena fama el elenco solicitó un aumento de remuneración a los anunciantes que les fue negado con el argumento de que al programa no lo escuchaba nadie. Entonces a Jorge Rey se le ocurrió que para el 21 de septiembre el elenco saliera caracterizado desde la sede de la radio ubicada en Avenida Santa Fe 1854, incluyendo jeeps y elefantes, y asistió tanto público que a partir de allí todos los años los comerciantes de esa avenida organizaron desfiles de carrozas para el día de la primavera.

## Final del programa
Rovito contó que César Llanos era el mejor pago del grupo y que tenía un automóvil último modelo descapotable, rojo fuego, con tapizado símil cuero de leopardo, que llevaba estampado su nombre y apellido en letras grandes en el baúl. En 1955 hubo otro planteo salarial de los actores que, al no ser aceptado, motivó su renuncia. Con nuevos actores el programa duró muy poco más en el aire.